# 기타가타마쿠와역
기타가타마쿠와역(일본어: 北方真桑駅)은 일본 기후현 모토스시에 위치한 다루미 철도 다루미 선의 철도역이다. 섬식 승강장 1면 2선의 구조를 갖춘 지상역이다.

## 이용 현황
| 연도 | 1일 평균 승하차 인원 |
| ---- | -------------------- |
| 2011 | 146                  |
| 2012 | 148                  |
| 2013 | 147                  |
| 2014 | 141                  |
| 2015 | 144                  |
| 2016 | 145                  |

## 역 주변
- 국도 제157호선 · 국도 제303호선
- 기후 현립 모토스쇼요 고등학교

## 역사
- 1956년 3월 20일 : 국철 다루미 선 오가키 - 다니구미구치 간 개통과 동시에, 모토스키타가타역으로서 개업. 여객 · 화물 취급 개시.
- 1971년 3월 31일 : 화물 취급 폐지.
- 1984년 10월 6일 : 일본국유철도 다루미 선이 다루미 철도로 전환되어, 다루미 철도의 역이 됨. 동시에 기타가타마쿠와역으로 개칭.

## 인접 역
| 다루미 철도 다루미 선 | 다루미 철도 다루미 선 | 다루미 철도 다루미 선  |
| --------------------- | --------------------- | ---------------------- |
| 미에지 오가키 방면    | ■ 다루미 선           | 모레라기후 다루미 방면 |